# Laura Mullen
Laura Mullen, née en 1958 à Los Angeles, est une poète contemporaine américaine, connue notamment pour son travail sur les poèmes hybrides, et une professeur d'université.

## Biographie
Laura Mullen a passé son Bachelor of Arts de littérature à l'université de Californie à Berkeley puis son Master of Fine Arts à l'atelier d'écriture de l'université de l'Iowa. Elle part ensuite enseigner à l'Université d'État du Colorado, entre autres, où ses cours incluent des séminaires sur le modernisme, le postmodernisme et l'écriture cross-genre (en). Elle a également été invitée en tant qu'auteur pour enseigner dans différents programmes d'écriture de plusieurs universités : l'université d'été de Naropa,,(1996, 2000, 2002, 2005, 2008), le Columbia College Chicago - (Printemps 2003), l'université Brown (2001), et à l'atelier d'écriture de l'université de l'Iowa (1998). En 1988, elle est reconnue par le National Endowment for the Arts, et a depuis reçu de nombreuses bourses de recherche aux États-unis et à l'étranger.
Elle a reçu différents prix[évasif].
Elle enseigne actuellement[Depuis quand ?] la littérature et la création littéraire au sein de l'université d'État de Louisiane.
Elle est membre du Pen American Center (en).

## Œuvres
- The Surface, University of Illinois Press, 1er avril 1991, 88 p. (ISBN 9780252061875),
- After I Was Dead, University of Georgia Press, 1er avril 1999, 120 p. (ISBN 9780820320960)[16],
- The Tales of Horror, Kelsey Street Press, 1er mai 1999, 107 p. (ISBN 9780932716484)[17],
- Subject, University of California Press, 2 mars 2005, 110 p. (ISBN 9780520242944),
- Murmur, Futurepoem, 18 août 2006, 176 p. (ISBN 9780971680067)[18],
- Dark Archive, University of California Press, 1er janvier 2011, 152 p. (ISBN 9780520268869)
- Enduring Freedom, Otis Books / Seismicity Editions, 1er septembre 2012, 75 p. (ISBN 9780984528981)[19],[20],
- Complicated Grief, Solid Objects, 1er novembre 2015, 120 p. (ISBN 9780986235511)[21],[22],[23]

### Périodiques
- Poème, prose et critiques de poésie ont été publiés dans de nombreux périodiques et revues[24] comme Bomb[25], Denver Quarterly[26], Ping Pong[27], Lingo, Fence, Xantippe[28], Aufgabe, New American Writing[29], Ploughshares[30] — incluant également des articles sur son travail —, Mipoesias, How2, Talisman, Cranky, sur poets.org[31], BookForum[32] et dans la Iowa Review[33].

## Prix
- 1983 : Stanford Prize : pour Ironwood[34].
- 1984 : Chauncy Wetmore Wells Prize (Berkeley)[34].
- 1984 : Eisner Prize[35] (Berkeley)[34].
- 1986 : Denver Quarterly Prize[34].
- 1990 : National Poetry Series : pour The Surface[34].
- 1996 : Linda Hull Memorial Prize : pour The Selected Letters[34]
- 1996, Rona Jaffe Award[34].
- 1998, Golden Apple Award for teaching (CSU)[34]
- 2006, LSU EGSA award for Graduate Teaching and Mentoring[34].
- 2012, Alumni Association Faculty Excellence Award[34].